# Зиярат
Зия́рат (араб. زِيارة‎ — посещение), зиарат, зыярат, зия́ра, зийа́ра — паломничество к святым местам (могилы пророков, святых, шейхов, имамов), в Северной Африке также посещение живых суфийских шейхов, а также само обозначение этих святых мест (см. также мазар, макам, та’зим аль-кубур). Особое значение для мусульман имеет посещение могилы пророка Мухаммеда в Медине после совершения хаджа. В обрядовую сторону входит: чтение рядом с могилой сур из Корана и молитв, обход вокруг усыпальницы, её украшение, а также жертвоприношение и раздача милостыни. Конечная цель зиярата заключается в получении благодати и покровительства от святого.
В так называемом «народном исламе» иногда «святыми местами» называются могилы предков, которые посещаются по особым праздничным дням (ид аль-адха). Например у последователей Батал-Хаджи в Ингушетии существует обряд посещения могилы святого Батал-Хаджи накануне месяца рамадан. В Дагестане существует Зиярат Захидов, который ежегодно посещается паломниками, которые совершают зикры и мавлиды. Зиярет представляет собой мавзолей с деревянными шестами, к которым привязаны белые и зеленые ленты.

## Зиярат в шиизме
В шиитском исламе термин «зиярат» имеет двоякое значение:
1. Практика посещения гробниц двенадцати непорочных имамов, их родственников и сподвижников;
2. Приветственный текст — читаемый как на могиле имама или его родственника, так и вдалеке от неё — в котором верующий свидетельствует своё почтение исламским пророкам и имамам.

Текст зиярата не следует воспринимать как мольбу, обращённую к имаму. Во многих аутентичных зияратах, восходящих к самим имамам и вошедших в известные канонические шиитские сборники (такие, как «Мафатих аль-джинан» Аббаса Кумми, «Бихар аль-анвар» Алламе Маджлиси и т. д.), неоднократно повторяется шахада: «Свидетельствую, что нет бога, кроме Аллаха, и что Мухаммад Его раб и посланник». Что касается пророков и имамов, то в зияратах им посылаются приветствия и разные виды восхвалений и салаватов, равно как и заверений в верности как к руководителям мусульман, без оттенка обожествления.
Самыми известными зияратами, вошедшими в шиитские сборники, являются «Зиярат Ашура», приуроченный к мученической гибели имама Хусейна при Кербеле, «Зиярат Джамиа Кабира», посвящённый всем двенадцати имамам, «Зиярат варис», а также зияраты, адресованные пророку Мухаммаду, Фатиме Захре, каждому из двенадцати имамов по отдельности, зиярат Абу-л-Фадла, зиярат сестры имама Хусейна, сеййиды Зайнаб бинт Али, зиярат родной сестры восьмого шиитского имама Али ибн Мусы ар-Ризы — Фатимы Маасуме, чей мавзолей расположен в священном иранском городе Кум.
Эти зияраты рекомендуются к прочтению не только в непосредственной близости от захоронения почитаемых в шиизме святых, но и по дням недели, по случаю дней рождения имамов и траурных годовщин их смерти, а также по добровольному желанию, что считается поощряемой практикой.
Считается, что зиярат к гробницам особо чтимых лиц (например, могилы имамов — Али в Неджефе и Хусейна в Кербеле) могут быть тождественны малому паломничеству в Мекку.

## Самые известные места паломничества
К ним относятся:
- Мечеть пророка Мухаммада в Медине (Саудовская Аравия);
- Мавзолей имама Али ибн Абу Талиба в ан-Наджафе (Ирак);
- Гробницы четырёх имамов: Хасана ибн Али, Али ибн Хусейна Зайн аль-Абидина, Мухаммада ибн Али аль-Бакира и Джафара ибн Мухаммада ас-Садика, расположенные на кладбище Баки в Медине (Саудовская Аравия);
- Мавзолей имама Хусейна в Кербеле (Ирак), его сыновей Али Акбара и Али Асгара, а также расположенный в непосредственной близости от гробницы имама Хусейна мавзолей Абу-л-Фадла Аббаса;
- Комплекс Казимейн в Багдаде (Ирак), где похоронены седьмой имам шиитов Муса ибн Джафар аль-Казим и девятый имам Мухаммад ибн Али аль-Джавад (ат-Таки), а также крупнейшие учёные шиитов-двунадесятников: шейх Муфид и шейх ат-Туси;
- Мавзолей восьмого шиитского имама Али ибн Мусы ар-Ризы в Мешхеде (Иран);
- Гробницы десятого имама Али ибн Мухаммада аль-Хади (ан-Наки) и одиннадцатого имама Хасана ибн Али аль-Аскари, расположенные в Самарре (Ирак);
- Мавзолей сеййиды Зайнаб бинт Али в Дамаске (Сирия);
- Мавзолей Фатимы Маасуме в Куме (Иран).
- Курдский зиярат в Армении

Помимо этих крупнейших зияратов, на территории современных Ирана, Азербайджана, Ирака, Сирии расположено множество других гробниц детей имамов и их родственников.
Кроме того, как и в суннизме, в шиитском исламе благим и поощряемым делом считается посещение мест захоронений пророков и их праведных сподвижников. Среди них, к примеру, мечети Аль-Акса и Купол Скалы в Иерусалиме (аль-Кудсе), Пещера Пророков, расположенная между Иерусалимом и Дамаском, могила Марии (Марьям) в Иерусалиме (аль-Кудсе), могила пророка Мусы, находящаяся неподалёку от Иерусалима, могила пророка Юсуфа (Иосифа) в Наблусе, могила Биляла аль-Хабаши в Дамаске, Салмана аль-Фариси в Иерусалиме (аль-Кудсе) и т. д.

## Этикет совершения зиярата
- Желательно (мустахаб) совершить полное омовение тела (гусль) прежде, чем отправиться к могиле имама.
- Женщина в период менструации не может подойти непосредственно к гробнице непорочного имама, однако она имеет право находиться во внутреннем дворе и залах сакрального комплекса, не имеющих ритуальный статус мечети.
- По дороге в мавзолей следует произнести стократный такбир (провозглашение формулы «Аллаху Акбар»), чтобы подчеркнуть приверженность исламскому единобожию.
- В мечети при гробнице имама, его родственника или сподвижника следует повернуться в сторону киблы и совершить намаз-е зиярат, состоящий из двух ракаатов, а затем прочитать текст зиярата, адресованного похороненному в данном месте святому.
- В месте захоронения имамов и других святых рекомендуется обращаться к Аллаху с особо важными личными мольбами и просьбами в надежде на их исполнение.

Непосредственное обращение к имаму с мольбой, совершаемое с верой в наличие у него самостоятельной и независимой от Аллаха сакральной силы, расценивается шиитскими учёными как ширк (многобожие). Однако многие из них разрешают тавассуль — обращение к духу имама с просьбой о мольбе перед Аллахом, как если бы верующий просил живого человека помолиться за него. Считается, что мольба пророка или имама за верующего, обращённая к Аллаху, не будет отклонена в силу их особого статуса.